# Industrie des télécommunications
 (signalé en août 2025).
Si vous disposez d'ouvrages ou d'articles de référence ou si vous connaissez des sites web de qualité traitant du thème abordé ici, merci de compléter l'article en donnant les références utiles à sa vérifiabilité et en les liant à la section « Notes et références ».
- Archive Wikiwix
- Bing
- Cairn
- DuckDuckGo
- E. Universalis
- Gallica
- Google
- G. Books
- G. News
- G. Scholar
- Persée
- Qwant
- (zh) Baidu
- (ru) Yandex
- (wd) trouver des œuvres sur Wikidata

L'industrie des télécommunications ou  secteur des télécommunications correspond à l'ensemble des acteurs qui produisent et commercialisent des biens et des services de télécommunications tels que les opérateurs, les fournisseurs d'infrastructures. Elle est pour l'essentiel celle des marchés de la téléphonie, de la transmission de données et d'Internet. 
Les moyens techniques apportés par les nouvelles technologies (réseau fixe: ADSL, Fibres optiques, résau mobile: GSM, UMTS, 3G, 4G, 5G) proposées par cette industrie pour satisfaire ce besoin d'échange ont permis son essor. Ces techniques démultiplient les bandes passantes des réseaux (échange rapide une grande quantité d'informations), elles ont permis la convergence des usages, voix, données, vidéo sur des infrastructures partagées. 
La déréglementation et la concurrence des nouveaux opérateurs ont multiplié les usages pour les particuliers (grand public), les entreprises, les administrations. 
Le secteur se développe autour de deux grandes familles : 
- les constructeurs fournissent les infrastructures dont les équipements supports des applications ;
- les opérateurs délivrent les services.

Certains opérateurs sont propriétaires et exploitant de leur propre réseau, tandis que d'autres louent leur réseau à des confrères. 
En fonction des services et de la stratégie commerciale des uns et des autres, les terminaux sont soit vendus par le constructeur à l'utilisateur soit mis par l'opérateur à la disposition de l'utilisateur. 
Les applications peuvent être installées sur le réseau et mises à la disposition de l'utilisateur par l'opérateur, fournies avec le terminal ou bien installées par l'utilisateur sur son terminal. 
L'organisation dépend des possibilités techniques, du rapport de force entre le constructeur et l'opérateur et de la stratégie commerciale de chacun des acteurs.
Les modèles économiques sont variés. 
L'utilisateur final peut acheter le terminal au constructeur et le service à l'opérateur. Ce modèle est par exemple celui de la téléphonie fixe des entreprises qui disposent de leur propre équipement raccordé au réseau de leur opérateur. Ces entreprises investissent dans un équipement maintenu par une société de service et paie à l'opérateur l'usage qu'elles font du téléphone. 
L'utilisateur peut également louer le terminal et acheter le service à l'opérateur, sans avoir alors aucune relation directe avec le constructeur. 
Enfin, l'opérateur peut délivrer le service à l'utilisateur sans le faire payer mais en facturant l'annonceur sur le modèle de radio. Ce dernier modèle est celui des services gratuits sur internet, comme un service d'annuaire par exemple, que le consommateur consulte sans être facturé parce que, en complément de la fourniture de l'information demandée, l'opérateur lui envoie un message publicitaire.